# Die Geschichte von der 1002. Nacht
Die Geschichte von der 1002. Nacht ist ein Roman von Joseph Roth, der im Dezember 1939 postum im Bilthovener Verlag De Gemeenschap erschien.

## Inhalt
Der Roman spielt in Wien um 1880 sowie teilweise in Persien und in den damals österreichischen Karpaten.
Der Schah von Persien ist seiner Haremsfrauen überdrüssig. Er sehnt sich „nach exotischen Ländern“. Also reist er nach Wien. Auf einem Ball, zu seinen Ehren „im Redoutensaal“ gegeben, begehrt er die Gräfin Helene W. aus Parditz in Mähren. Die Gräfin, mit dem Grafen W., einem „Sektionschef im [Wiener] Finanzministerium“, verehelicht, liebte einst den jungen Rittmeister Alois Franz Baron von Taittinger. Ebendieser Baron von Taittinger wird, wie es der Zufall will, während des Staatsbesuchs des Schahs „zur besonderen Verwendung abkommandiert“. Als nun die Gräfin dem Schah für eine Liebesnacht zugeführt werden soll und den unbeholfenen Wiener Gastgebern das Problem schier unlösbar erscheint, tritt Taittinger in Aktion. Er meint, die Gräfin W. gleiche seiner Freundin Mizzi Schinagl wie eine Zwillingsschwester. Mizzi, Tochter des Ofensetzers Alois Schinagl aus Sievering, „arbeitet“ bei Frau Josephine Matzner im Bordell. Die Prostituierte hatte dem Baron einen Sohn geboren und ihn Alois Franz Alexander genannt. Taittinger zahlt keine Alimente, sondern hat Mizzi eine Pfaidlerei einrichten lassen. Nebenbei ist Mizzi weiterhin im Bordell „tätig“.
Mit Garderobe des Burgtheaters wird Mizzi als Adlige ausstaffiert, und der Schah wird zu der vorgeblichen „Gräfin“ ins Bordell lanciert. Der Herrscher ist mit Mizzi im Bett so zufrieden, dass er ihr am nächsten Morgen eine Kette aus drei Reihen schwerer großer Perlen im Wert von „ungefähr fünfzigtausend Gulden“ zum Geschenk machen lässt. Auf einmal ist Mizzi eine reiche Frau. Josephine Matzner weiß den Reichtum ihrer Angestellten für sich zu nutzen. Zudem erschleicht sich ein gewisser Franz Lissauer Mizzis Vertrauen und eröffnet in der Pfaidlerei einen schwunghaften „Handel“ mit Brüsseler Spitzen. Als Lissauers Betrug auffliegt, hat auch die geizige Frau Matzner, deren Geld teilweise in der Pfaidlerei steckt, herben finanziellen Verlust zu beklagen. Sie strengt einen Prozess gegen Lissauer an. Der Betrüger wird verurteilt, aber auch Mizzi bekommt als „Nebenwirkung“ sechzehn Monate Gefängnis und muss in der Weiblichen Strafanstalt Kagran sitzen. Die Inhaftierte schreibt Taittinger Briefe. Der Baron erkennt, die Geldgier der Matzner hat Mizzi hinter Gitter gebracht.
Der Redakteur Bernhard Lazik veröffentlicht die Geschichte Mizzis und somit auch Taittingers peinliche Affäre unter dem Titel Die Perlen von Teheran. Der Baron zahlt Lazik zweitausend Gulden für die Publikation seiner Machwerke. Zudem will Lazik aber auch noch vom Sektionschef W. für das Verfassen seiner „Scheißbüchln“ finanziell unterstützt werden. Der Graf wendet sich an den militärischen Vorgesetzten Taittingers. Der Baron muss den Abschied nehmen, weil seine Nerven angegriffen seien. Für einen zivilen Beruf bringt der Rittmeister keinen Elan auf. Das Leben außerhalb der Kaserne hat für ihn keinen Sinn. Mizzi, vorzeitig aus dem Gefängnis entlassen, erkennt, Schuld an ihrem Unglück haben nicht die Perlen, sondern Taittinger. Trotzdem liebt sie den Baron, ebenso wie ihren inzwischen herangewachsenen, missratenen Sohn. Mizzi möchte für den Rest ihres Lebens Baronin sein, aber der Baron bleibt meistens fern. Taittinger sieht ein, dass er stets leichtsinnig gehandelt hat. Gerade, als er sich wieder bei der Armee bewirbt, will der Schah seinen nächsten Staatsbesuch in Richtung Wien antreten. Die Polizei prüft Taittingers alte Akten und sein Gesuch wird abgelehnt. Der Baron erschießt sich.

## Analyse
Der Titel suggeriert Orientalisches und knüpft an die Tradition von Tausendundeine Nacht an. Der Schah tritt am Anfang und am Schluss des Romans auf und liefert die „Unglücksperlen“ für Mizzis vergänglichen Reichtum.

## Rezeption
- Helmuth Nürnberger sieht den Roman als „graziöses und ironisches Spiel“ des Autors.[2]
- Heinz Lunzer bespricht die Entstehungsgeschichte des Romans.[3]
- Marcel Reich-Ranicki hebt Roths gekonnte Behandlung des Sentimentalen hervor.[4]
- Thomas Düllo interpretiert den Roman in seiner Dissertation im Kapitel Die Macht des Unmotivierten und der Fluch der Öffentlichkeit.[5]
- Nach Ulrike Steierwald flieht Taittinger vor der eigenen Geschichte.[6] Die okzidentale Subjektkonzeption werde im Roman „mit dem außereuropäischen Denken“ konfrontiert und „ironisiert“.[7] Indem Taittinger dem Journalisten Lazik Geld gibt, finanziere er „die Verhinderung“ der eigenen „Gegenwart“.[8]
- Wilhelm von Sternburg weist auf zwei wesentliche Elemente der Erzählung hin, nämlich die Satire und das Bild des alten liebenswerten Österreich-Ungarns.[9]

## Verfilmung
Peter Beauvais verfilmte den Roman mit Johanna Matz, Walter Reyer und Hans Jaray für das Fernsehen. Das Werk wurde am 25. und 26. Dezember 1969 ausgestrahlt.

## Hörspiel
2009 entstand in einer Gemeinschaftsproduktion von Deutschlandradio und ORF eine gut 109-minütige Hörspielfassung in zwei Teilen von Helmut Peschina, ebenfalls unter dem Titel Die Geschichte von der 1002. Nacht. Unter der Regie von Robert Matejka sprachen Joseph Lorenz, Stefanie Dvorak, Elisabeth Orth, Michou Friesz, Cornelius Obonya, Dietrich Siegl und Erwin Steinhauer.
Die Produktion wurde in Österreich als Hörspiel des Jahres 2009 ausgezeichnet.